# Gornja Zdenčina
Gornja Zdenčina – wieś w Chorwacji, w żupanii zagrzebskiej, w gminie Klinča Sela. W 2011 roku liczyła 161 mieszkańców.